# Coralliophila meyendorffii
Espèce
Coralliophila meyendorffii est une espèce de mollusque gastéropode marin appartenant à la famille des Muricidae.

## Description
- Répartition : Atlantique et Méditerranée.
- Longueur : de 17 à 40 mm.